# Celina Jesionowska
Celina Jesionowska (Gerwin, Orzechowska), född 3 november 1933 i Łomża, är en polsk före detta friidrottare.
Jesionowska blev olympisk bronsmedaljör på 4 x 100 meter vid sommarspelen 1960 i Rom.